# Slag bij Issos (333 v.Chr.)
De Slag bij Issos was een veldslag tussen enerzijds de Achaemeniden onder aanvoering van sjah Darius III en anderzijds de Macedoniërs / Grieken onder leiding van Alexander de Grote, in 333 v.Chr., welke laatsten de zege behaalden. Issos was een plaats gelegen ten noorden van het huidige İskenderun (vroeger Alexandrette) in de provincie Hatay, aan de kust in de uiterste zuidpunt van Turkije.

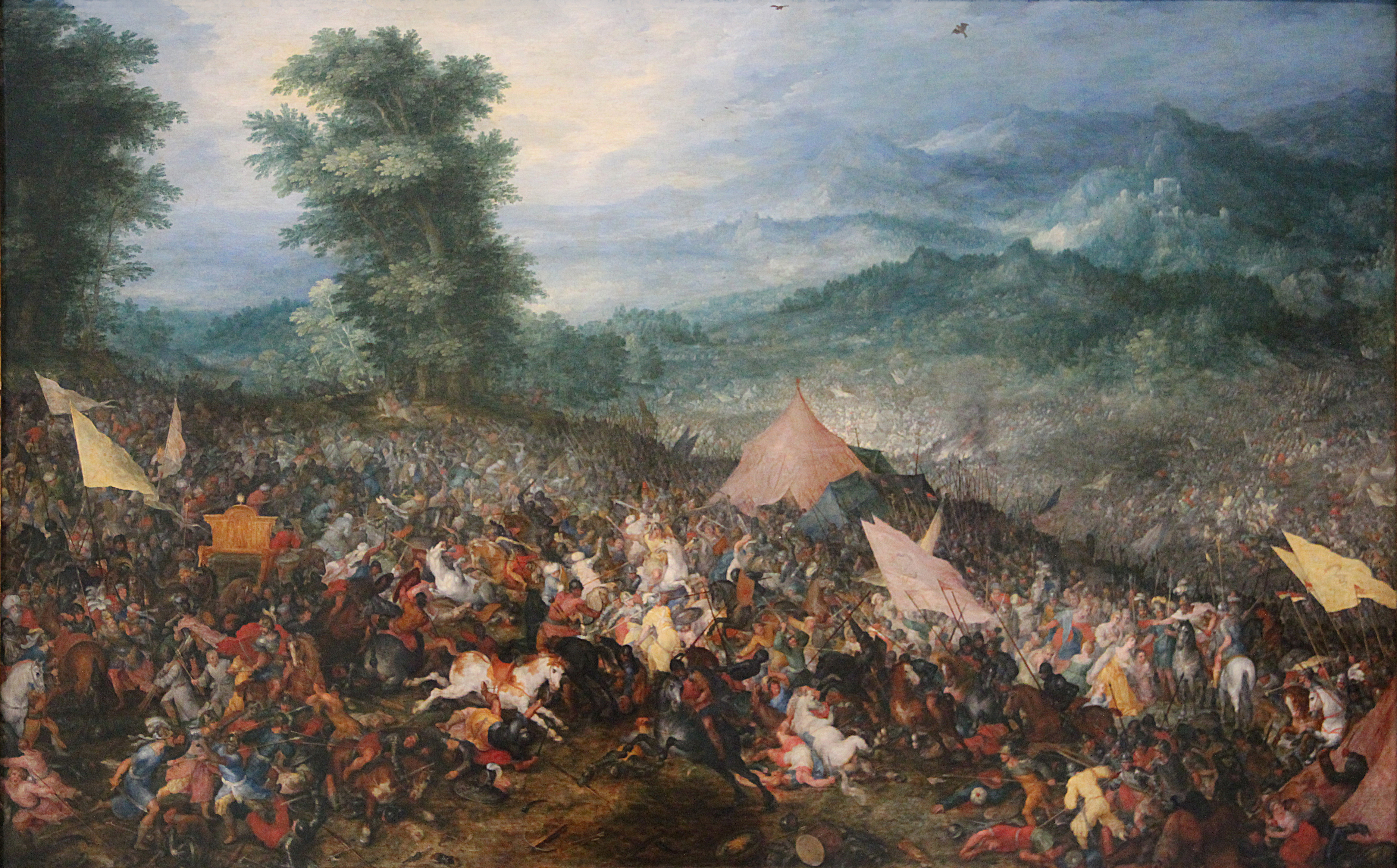
De Slag van Issos van Jan Brueghel de Oude, in het Louvre

## Verloop van de slag
Darius wilde Alexander verslaan in een massale veldslag, met inzet van zijn grote overmacht, maar Alexander won de slag door zijn tactisch vernuft. Hoewel Darius vlak voor de slag op een voor hem veel gunstiger positie stond, een open vlakte in het Assyrische gebied, waar hij met zijn massale leger en ruiterij goed zou kunnen manoeuvreren, ging hij door verkeerd advies en vleierij achter Alexander aan. Hij trok over het gebergte, door de Amanische Poort, op naar Issos waar hij alle achtergebleven Macedoniërs liet verminken en vermoorden. De volgende dag trok hij verder naar de rivier Pinaros.
Toen Alexander hoorde dat Darius (met zijn leger van 600.000 man in de schatting van Arrianus) zich achter hem bevond, sprak hij zijn commandanten toe en wees hen erop dat zij in alle opzichten al de overwinnaars waren. Ze bevonden zich inmiddels op een smal ingesloten terrein, waar Darius zijn leger niet kon ontplooien. Zij hadden tot nu toe alle slagen gewonnen en waren hierdoor ook in moreel opzicht de betere, en daar waar Grieken tegen Grieken zouden vechten betrof het hier sterk gemotiveerde Macedoniërs en hun gelijkwaardige bondgenoten tegen Griekse onderbetaalde huurlingen en Perzische slaven.

Na opstelling van beide legers begon de veldslag door het oversteken van de rivier. De linkervleugel van de Perzen sloeg al vrij snel in een man-tegen-mangevecht op de vlucht. De Griekse huurlingen vochten nog wel op de rechterflank verbeten met de Macedonische falanx, die de snelheid van het leger niet kon bijhouden en daardoor een gat in hun linies had, maar na de vlucht van de Perzen was er ruimte om de falanx te ontzetten. De Macedoniërs vielen de Griekse huurlingen in de flank aan en hakten ze in de pan. Ook was er hier sprake van onderlinge nationale rivaliteit tussen de Grieken en de Macedoniërs. Darius sloeg in paniek op de vlucht, zijn strijdwagen, boog, schild en koningsmantel achterlatend om zijn vlucht te versnellen. Onder de Perzen sneuvelden zo'n 100.000 man waaronder 10.000 ruiters. Het kampement van Darius viel zonder slag of stoot in de handen van Alexander, waarbij ook Darius' moeder Sisygambis, vrouw Stateira I, twee dochters Stateira II en Drypetis en zijn zoon gevangen werden genomen.

### Oudheid
- Diodoros van Sicilië (90-30 v.Chr.). Bibliotheca Historica.
- Quintus Curtius Rufus (60-70 n.Chr.). Historiae Alexandri Magni.
- Plutarchus (75 n.Chr.). Parallelle Levens.
- Lucius Flavius Arrianus (86-146 n.Chr.). Anabasis Alexandri.
- Marcus Iunianus Iustinus (3e eeuw n.Chr.). Historiarum Philippicarum libri XLIV.

### Modern
- Hans Delbrück, Geschichte der Kriegskunst im Rahmen der politischen Geschichte
- Donald W. Engels (1978). Alexander the Great and the Logistics of the Macedonian Army. Berkeley/Los Angeles/London.
- John F. C. Fuller (1960). The Generalship of Alexander the Great. New Jersey: De Capo Press.
- Peter Green (1974). Alexander of Macedon: A Historical Biography.
- Martijn Moerbeek (1997). De slag bij Issos, 333 v.Chr. Universiteit Twente.
- Nick Welman op Pothos.org.

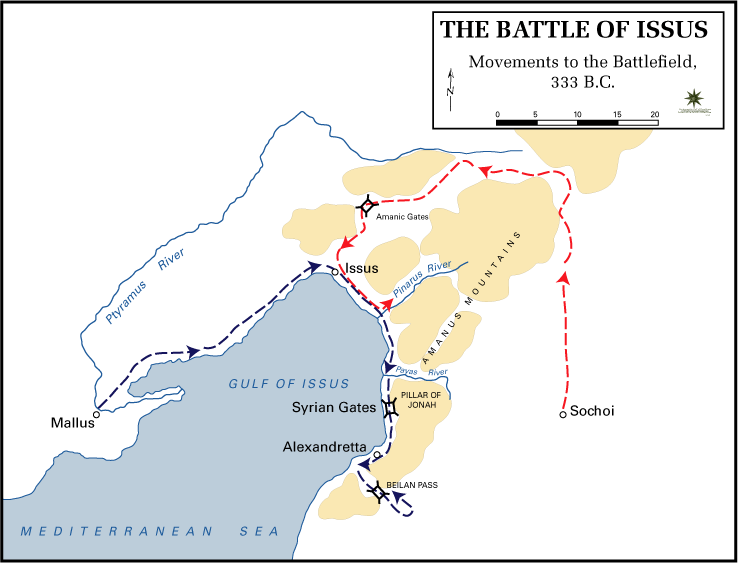
Troepenbewegingen naar het slagveld.
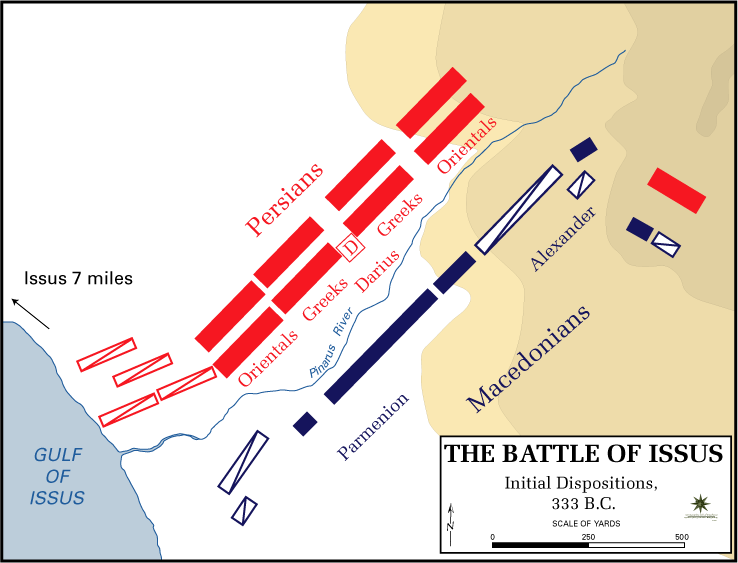
Initiële posities van de Perzische en Macedonische legers.
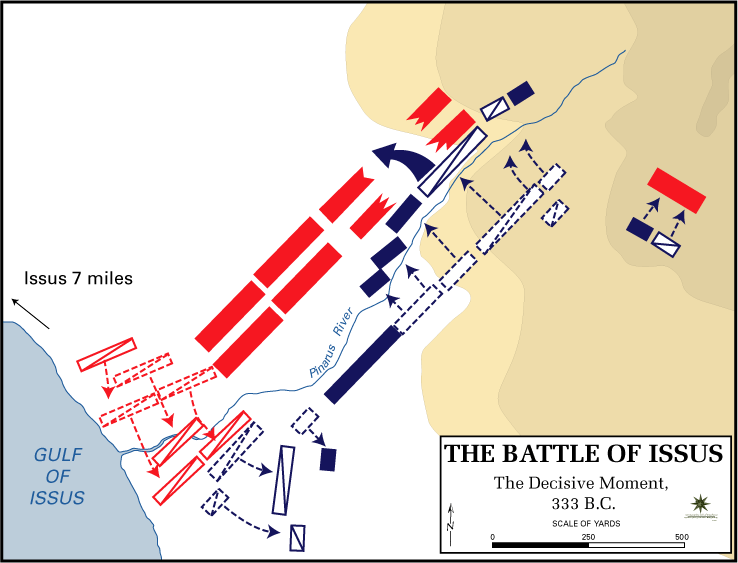
Alexanders beslissende aanval.